# Кедрина, Людмила Владимировна
Людми́ла Влади́мировна Ке́дрина (в девичестве Реус; 27 января 1961, Белорецк, Башкирская АССР — 10 октября 2015, Санкт-Петербург) — советская горнолыжница и российский тренер, мастер спорта СССР международного класса по горным лыжам, десятикратная чемпионка СССР, в составе сборной команды СССР участвовала в чемпионатах мира, была призёром европейского первенства. С 2009 года — главный тренер сборной Федерации горнолыжного спорта и сноуборда Санкт-Петербурга
. Заслуженный тренер России.

## Биография
Родилась в Белорецке.
В горнолыжную школу пришла в 1971 г., тренировалась под руководством Вячеслава Астахова. В 1973 г. вошла в состав юношеской сборной СССР. В 1979 г. ей было присвоено звание «Мастер спорта СССР международного класса». Десятикратная чемпионка СССР, серебряный призёр чемпионата Европы, участница чемпионатов мира по горнолыжному спорту.
После завершения своей спортивной карьеры начала работать тренером. Возглавляла тренерский состав детской горнолыжной школы спортивного комплекса «Охта-парк». Воспитанники Людмилы Кедриной в течение трёх лет — 1999, 2000, 2001 годы — были чемпионами России, её сын Максим участвовал в Олимпийских играх 2002 года. Дочь Анастасия — двукратная чемпионка России (2009, Таштагол, супергигант, суперкомбинация), участница первенства мира (2009, Германия), в сезоне 2008—2009 годов Федерация горнолыжного спорта и сноуборда России признала её «Открытием сезона» среди юниорок, с 2009 года тренируется в основном составе сборной команды России.
С 2009 г. — главный тренер сборной Федерации горнолыжного спорта и сноуборда Санкт-Петербурга, на протяжении многих лет входила в тренерский Совет Федерации горнолыжного спорта и сноуборда России.
Похоронена на Новодевичьем кладбище в Санкт-Петербурге.
По ходатайству администрации горнолыжного курорта «Охта-парк» Совет депутатов МО «Бугровское сельское поселение» принял решение назвать именем спортсменки улицу, ведущую от региональной автомобильной дороги на Сярьги к Охта-парку.

## Известные воспитанники
- Арцыбышева Екатерина Николаевна — мастер спорта России,
- Воробьёва Мария — мастер спорта России,
- Захарова Екатерина Алексеевна — мастер спорта России, участница Кубка Европы, призёр международных соревнований Skiinterkriterium, чемпионка и призёр Кубка России и открытого Кубка Финляндии, многократный победитель открытого первенства Санкт-Петербурга и других всероссийских чемпионатов, член сборной России с 1999 по 2006 годы,
- Заяц Василий Эдуардович — мастер спорта России, чемпион России, победитель и призёр международных соревнований Skiinterkriterium, призёр открытого Кубка Финляндии, многократный победитель открытого первенства Санкт-Петербурга и других всероссийских чемпионатов,
- Кедрин Максим Николаевич — мастер спорта России международного класса, участник XIX Зимних Олимпийских игр 2002 года,
- Лунёв Александр — мастер спорта России, призёр соревнований «Олимпийские надежды России».